# Обикновени делфини
Обикновените делфини (Delphinus) са род морски бозайници от семейство Делфинови (Delphinidae).

## Разпространение
Разпространени са в тропическите и топлите умерени води на всички океани, обикновено в относителна близост до бреговете на континентите.

## Описание
Те са средноголеми делфини с дължина 1,9 до 2,5 метра и маса 80 до 235 килограма. Живеят на групи от стотици, а понякога и хиляди екземпляри, като се хранят с риба и морски мекотели.

## Видове
Родът включва два вида
- Обикновен делфин (Delphinus delphis)
- Дългомуцунест делфин (Delphinus capensis).